# 下妻みどり
下妻 みどり（しもつま みどり、1970年 11月19日 - ）は、日本のライター。
長崎市に在住して、長崎の歴史・文化・生活などを様々なメディアを通じて広く紹介している。

## 人物・略歴
長崎市出身。熊本大学文学部（民俗学）卒業。長崎在住のライター。1995年（平成7年）25歳ごろよりフリーライター、コピーライター、レポーター、キャスター、ディレクター、コメンテーターと、やたら「ター」の付く仕事に携わる。さらに、講師・講演活動などを行っている。
家族は、「ダンナと息子と娘と猫2匹」。
NBC学園において、「いまを楽しむ『長崎歳時記』」「長崎よもやま散歩」などの講座講師を務めた。
テレビディレクターとして長崎くんちのコッコデショを取材した「太鼓山の夏〜コッコデショの131日」（NBC長崎放送／2004年）は2005年度（平成17年度）テレビ教養番組部門において日本民間放送連盟賞優秀賞を受賞した。（ﾃﾞｨﾚｸﾀｰ･構成･脚本を担当した）
2021年、「ながさき開港450周年記念連携補助事業 1571-2021」のひとつとして、著書『ながさき開港450年めぐり（ 田川憲の版画と歩く長崎の町と歴史 ）』を出版した。
2023年11月、長崎県文化観光映像『CROSSING　NAGASAKI　交差する長崎』が「映文連アワード2023 部門優秀賞」と「地域プロモーションアワード2023 秋吉久美子賞」を受賞。撮影・制作は野上鉄晃。下妻みどりはナレーションの日本語原案と字幕を担当した。
2025年1月29日、"あなたはまだ本当の長崎を知らない。「アースダイバー」的に読み解く興奮の書。"として、『すごい長崎 ―日本を創った「辺境」の秘密―』を新潮社から出版する。
故永島正一が1953年から始めたNBC長崎放送のラジオ番組「長崎ものしり手帳」を受け継いで「いまを楽しむ 長崎ものしり手帳」として2025年4月4日から放送を開始した。

## 著書
- 『ながさきエッセンス 秋』　詳細不明。　長崎市立図書館所蔵。
- 下妻みどり (著), 河村規子 (編集), 加藤みどり (イラスト)  『YORIMICHI DAYS　～長崎よりみち散歩～』  ながさきプレス、2004年6月 ISBN 978-4990165321
- 『長崎迷宮旅暦』、書肆侃侃房、2008年9月 ISBN 978-4-902108-83-5
- 『長崎おいしい歳時記』、書肆侃侃房、2012年9月 ISBN 978-4-86385-091-0
- 『川原慶賀の「日本」画帳 〜シーボルトの絵師が描く歳時記〜』、  弦書房、2016年7月 ISBN 978-4-86329-136-2
- 『ながさき開港450年めぐり（ 田川憲の版画と歩く長崎の町と歴史 ）』、長崎文献社、2021年4月、ISBN 978-4-88851-360-9
- 下妻みどり『すごい長崎 ―日本を創った「辺境」の秘密―』新潮社、2025年1月29日。ISBN 978-4-10-356051-7。